# M (phim 1931)
M là một bộ phim kinh dị của đạo diễn người Đức Fritz Lang. Đây là một trong những bộ phim kinh dị hiếm hoi được lồng tiếng thời bấy giờ. M được đánh giá là một trong những bộ phim kinh điển của dòng phim kinh dị và được Fritz Lang xem là tác phẩm hay nhất của ông.

## Nội dung
Một kẻ giết người hàng loạt đang bị truy nã tại thành phố Berlin, đối tượng của hắn là các em bé. Cả thành phố hoang mang, lo sợ, ảnh truy nã dán đầy phố, bố mẹ lo lắng chờ con ngoài cổng trường học, không ngừng để mắt khi cho chúng xuống chơi dưới sân khu tập thể… Hành động tàn nhẫn của kẻ giết người bệnh hoạn đã khiến không chỉ cảnh sát mà ngay cả thế giới ngầm của bọn xã hội đen thành phố Berlin cũng phải ra tay truy tìm kẻ thủ ác.

## Đánh giá
M được xếp thứ 33 trong '"100 phim hay nhất của điện ảnh thế giới" của tạp chí Empire trong năm 2010.